# Brana Akosombo
Brana Akosombo je brana hidroelektrane Akosombo HEP (engl. Akosombo Hydroelectric Project) na jugoistoku Gane na rijeci Volti, u blizini grada Akosombo. Izgradnjom brane 1965. nastalo je jezero Volta najveće umjetno jezero na svijetu. 
Brana Akosombo duga je 660 m, a visoka 111 m. Izgradnja je počela 1961. godine, dovršena je 1965., a troškovi su iznosili oko 130 milijuna funti. 

## Vanjske poveznice
- (engl.) Službene stranice  Arhivirana inačica izvorne stranice od 21. travnja 2007. (Wayback Machine)
- (engl.) Ghana Web - History of The Dam
- (engl.) Volta River Project economics  Arhivirana inačica izvorne stranice od 8. travnja 2012. (Wayback Machine)

Wikimedijski zajednički poslužitelj:
|  | Zajednički poslužitelj ima još gradiva o temi Brana Akosombo |